# جوليان بشير
جوليان بشير هو شخصية خيالية في المسلسل التلفزيوني ستار تريك: ديب سبيس ناين. هو طبيب ورئيس المركز الطبي في محطة الفضاء «ديب سبيس ناين». أدى دوره الممثل ألكسندر صديق.